# Tristellateia grandiflora
Tristellateia grandiflora är en tvåhjärtbladig växtart som beskrevs av Arenes. Tristellateia grandiflora ingår i släktet Tristellateia och familjen Malpighiaceae. Inga underarter finns listade i Catalogue of Life.